# Cidariophanes exadaria
Cidariophanes exadaria är en fjärilsart som beskrevs av Paul Dognin 1900. Cidariophanes exadaria ingår i släktet Cidariophanes och familjen mätare. Inga underarter finns listade i Catalogue of Life.